# نتيجة مؤطرة

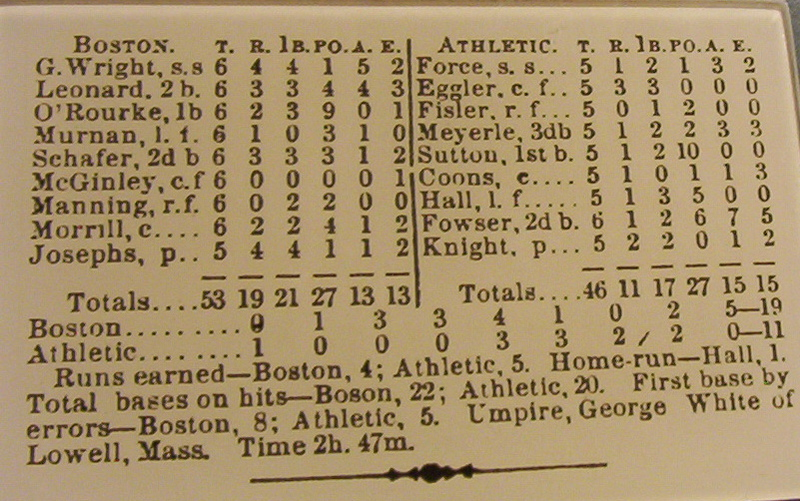
درجة مربع بيسبول من عام 1876.

النيجة المؤطرة أو مربع النتيجة أو مجموع النقاط هو ملخص منظم لنتائج المسابقة الرياضية. تسرد النتيجة المؤطرة نتيجة اللعبة بالإضافة إلى الإنجازات الفردية والجماعية في اللعبة.
من بين الرياضات التي تشيع فيها نتائج الصندوق هي: كرة القاعدة، وكرة السلة، وكرة القدم، والكرة الطائرة، والهوكي.

## خلفية
يتم اشتقاق بيانات النيجة المؤطرة من ورقة إحصائية، ثم يتم تلخيصها في جدول طوارئ، يُعرف أيضاً باسم الجدولة المتقاطعة أوعلامة التبويب المتقاطعة أو كمجموعة أساسية من المتوسطات. يستخدم هذا للمساعدة في تحديد العلاقة بين العناصر، وفي الرياضة، غالباً ما تساعد نسب معينة في تحديد نجاح الفريق. ثم يتم ربط هذه المعلومات باللاعب أو الفريق حيث تتم قراءتها للحصول على فكرة عامة عن كيفية لعب اللعبة أو كيفية أداء اللاعب أثناء اللعبة أو الموسم أو حياته المهنية.

## التنفيذ المبكر
يعود الفضل لصحفي كرة القاعدة البارز هنري تشادويك في إنشاء النتيجة الحديثة لمربع كرة القاعدة في عام 1859. بالإضافة إلى إنشاء تشادويك صندوق النتائج، صاغ تشادويك أيضاً مصطلح كرة القاعدة «الإضراب». كانت أول لعبة مع تطبيق النيجة المؤطرة في عام 1859، والتي تضمنت بروكلين إكسلسيورس مقابل بروكلين ستارز، مع فوز بروكلين ستارز.

### البيسبول
انظر صندوق نتائج (كرة القاعدة)

### كرة سلة
في رياضة كرة السلة، يتم استخدام نقاط الصندوق لتلخيص/متوسط بيانات الألعاب التي تم لعبها، الألعاب التي بدأت، الدقائق التي تم لعبها، الأهداف الميدانية، محاولة الأهداف الميدانية، نسبة الهدف الميداني، 3-مؤشرات،هدف حقل من 3 نقاط، رميات حرة مصنوعة، محاولات رميات حرة، نسبة الرمي الحر، الارتدادات الهجومية الارتدادات الدفاعية، إجمالي الكرات المرتدة، التمريرات، التحولات، السرقات، التسديدات المحظورة، الأخطاء الشخصية، النقاط المسجلة، زائد/ ناقص لكفاءة اللاعب (+/-). أدت التحليلات المتقدمة إلى إنشاء نتائج مباريات الدوري الاميركي للمحترفين المتقدمة لكل من الفرق واللاعبين. تعرض نتائج مربع NBA للفريق المتقدم إحصائيات متقدمة مثل: نسبة المساعدة إلى معدل الدوران (AST / TO)، ونسبة التصوير الحقيقية، والتصنيف الهجومي (OFFRTG)، والتصنيف الدفاعي (DEFRTG) منذ موسم 1996-1997.

### الكرة الطائرة
في الكرة الطائرة، يتم استخدام النتيجة المؤطرة كموجز إحصائي للتسجيل للمباراة. يتم سرد اللاعبين الستة الأساسيين من كل فريق، مع إدراج الفريق الزائر أولاً، على الجانب الأيسر من نتيجة المربع. يتبع ذلك اللاعبون الذين استبدلوا في المباراة دون الستة الأساسيين. تلخص نتيجة مربع الكرة الطائرة الألعاب التي تم لعبها (GP)، القتل (K)، الأخطاء (E)، إجمالي المحاولات (TA)، نسبة الضرب (PCT)، التمريرات، الخدمة، خطأ الخدمة، خطأ في الاستقبال، وحفر، ومنع منفردا، ومساعدة الكتلة، وخطأ الحظر، وأخطاء معالجة الكرة، وإجمالي كتل الفريق.

### كرة القدم
في كرة القدم، يتم استخدام مجموعة متنوعة من إحصائيات النيجة المؤطرة لتوضيح أداء الفريق والأداء الفردي. تُقسم النيجة المؤطرة في كرة القدم إلى الفئات التالية: إحصائيات المرور، والإحصاءات المتسرعة، وتلقي الإحصائيات، وساحات من إحصائيات المشاجرة، وإحصاءات العودة، وإحصاءات الركل، وإحصاءات الركلات، والإحصاءات الدفاعية.